# Dorin Toma
Pour les articles homonymes, voir Toma.
Dorin Toma, né le 4 mars 1977 à Baia Mare, est un footballeur roumain. Il occupe le poste de défenseur pour le CFR Cluj de Roumanie. Il mesure 1,86 m pour 79 kg.

## Carrière
- 1995-97 :  Maramures
- 1997-98 :  Dunarea Giurgiu
- 1998-2001 :  Baia Mare
- 2001-02 :  Unirea
- 2002-07 :  Cluj
- 2007-08 :  CF Gloria Bistrița
- 2008- :  Cluj